# سه تلان (خفر)
سه تلان، روستایی در دهستان راهگان شمالی بخش راهگان شهرستان خفر در استان فارس ایران است.

## جمعیت
بر پایه سرشماری عمومی نفوس و مسکن در سال ۱۳۹۵، جمعیت این روستا برابر با ۱۳ نفر (۶ خانوار) بوده است.